# Discografia de Melanie Martinez
A discografia de Melanie Martinez, uma cantora e compositora estadunidense, consiste em dois álbuns de estúdio, um extended play e quatorze singles (incluindo nove publicados pelo The Voice e seis singles autorais). Ela lançou o seu primeiro EP, intitulado Dollhouse, em maio de 2014. Conseguiu entrar em uma única parada musical da Billboard, chamada Heatseekers Albums Chart. Obteve dois singles para o divulgar, sendo eles "Dollhouse", que não entrou em nenhuma parada musical e "Carousel", cujo com mais destaque por participar dos teasers da série American Horror Story: Freak Show.
O seu primeiro trabalho foi seguido ao segundo, o qual foi feito no formato de álbum de estúdio e intitulado Cry Baby. Este foi lançado mundialmente em 14 de agosto de 2015. Obteve o topo de paradas musicais como Austrália, Reino Unido e Estados Unidos, onde na Billboard 200, entrou na sexta posição. Até agora, três singles foram lançados para a divulgação do álbum, sendo eles "Pity Party", "Soap" e "Sippy Cup". O álbum, até março de 2016, já tinha vendido mais de 166 mil cópias em território americano.
O segundo álbum de estúdio de Melanie Martinez, K-12, foi lançado em 2019. Alcançou a colocação de terceiro lugar no Billboard 200 e chegou ao top 10 na Austrália, Canada, Irlanda, Nova Zelândia, e o Reino Unido. Em 8 de Janeiro de 2020, Melanie Martinez anunciou que ela iria lançar um novo EP intitulado After School em 2020 que atuaria como uma edição deluxe do K-12, com a participação de "Fire Drill" e "Copy Cat".

## Álbuns

### Álbuns de estúdio
| Detalhes do álbum | Melhores posições | Melhores posições | Melhores posições | Melhores posições | Certificação    |
| Detalhes do álbum | EUA               | AUS               | PB                | RU                | Certificação    |
| --- | ----------------- | ----------------- | ----------------- | ----------------- | --------------- |
| Cry Baby - Lançamento: 14 de agosto de 2015 - Gravadora: Atlantic, Warner/Chappel - Formatos: CD, cassete , LP, download digital | 6                 | 27                | 91                | 32                | - RIAA: Platina |
| K-12 - Lançamento: 6 de setembro de 2019 - Gravadora: Atlantic - Formatos: CD, cassete, LP, download digital                     | 3                 | 6                 |                   |                   |                 |

### Extended plays
| Detalhes do álbum                                                                                                 | Melhores posições |
| Detalhes do álbum                                                                                                 | EUA Heat          |
| --- | ----------------- |
| Dollhouse - Lançamento: 19 de maio de 2014 - Gravadora: Atlantic, Warner/Chappel - Formatos: CD, download digital | 4                 |
| Pity Party - Lançamento: 6 de maio de 2016 - Gravadora: Atlantic - Formatos: download digital                     | —                 |
| Cry Baby's Extra Clutter - Lançamento: 25 de novembro de 2016 - Gravadora: Atlantic - Formatos: LP                | —                 |
| After School - Lançamento: 25 de setembro de 2020 - Gravadora: Atlantic - Formatos: download digital              | —                 |

## Singles

### Como artista principal
| Ano                                                                             | Título                        | Melhor posição nas tabelas musicais | Melhor posição nas tabelas musicais | Melhor posição nas tabelas musicais | Melhor posição nas tabelas musicais | Melhor posição nas tabelas musicais | Melhor posição nas tabelas musicais | Melhor posição nas tabelas musicais | Certificação    | Álbum        |
| Ano                                                                             | Título                        | EUA                                 | EUA Heat                            | US Alternative Digital Songs        | EUA Pop Digital Songs               | US Digital                          | EUA Rock                            | CAN                                 | Certificação    | Álbum        |
| ------------------------------------------------------------------------------- | ----------------------------- | ----------------------------------- | ----------------------------------- | ----------------------------------- | ----------------------------------- | ----------------------------------- | ----------------------------------- | ----------------------------------- | --------------- | ------------ |
| 2014                                                                            | "Dollhouse"                   | —                                   | —                                   | —                                   | —                                   | —                                   | —                                   | —                                   | - RIAA: Platina | Dollhouse    |
| 2014                                                                            | "Carousel"                    | —                                   | —                                   | 9                                   | 38                                  | 119                                 | —                                   | —                                   | - RIAA: Platina | Dollhouse    |
| 2015                                                                            | "Pity Party"                  | —                                   | —                                   | 22                                  | —                                   | —                                   | —                                   | —                                   | - RIAA: Platina | Cry Baby     |
| 2015                                                                            | "Soap"                        | —                                   | —                                   | —                                   | 91                                  | —                                   | —                                   | —                                   | * RIAA: Ouro    | Cry Baby     |
| 2015                                                                            | "Sippy Cup"                   | —                                   | —                                   | 18                                  | —                                   | —                                   | —                                   | -                                   | * RIAA: Ouro    | Cry Baby     |
| 2015                                                                            | "Gingerbread Man"             | —                                   | —                                   | —                                   | —                                   | —                                   | —                                   | —                                   | Single natalino |              |
| 2020                                                                            | "Copy Cat" (com Tierra Whack) | —                                   | —                                   | —                                   | —                                   | —                                   | —                                   | —                                   |                 | After School |
| "—" indicam singles que não entraram nas paradas ou não foram lançados no país. |                               |                                     |                                     |                                     |                                     |                                     |                                     |                                     |                 |              |

### NoThe Voice
A cantora participou da terceira temporada do The Voice estadunidense em 2012, saindo no começo de dezembro deste ano, quando havia apenas seis pessoas concorrendo. O programa, em parceria com a Universal Music, lançou vários singles digitais da cantora, sendo estes versões de estúdio das músicas as quais Martinez cantou no show de talentos supracitado.
| Título                                                                          | Melhor posição nas tabelas musicais | Melhor posição nas tabelas musicais | Melhor posição nas tabelas musicais | Melhor posição nas tabelas musicais | Melhor posição nas tabelas musicais | Melhor posição nas tabelas musicais | Melhor posição nas tabelas musicais |
| Título                                                                          | EUA                                 | EUA Heat                            | EUA Alternative Digital Songs       | EUA Pop Digital Songs               | EUA Digital                         | EUA Rock                            | CAN                                 |
| ------------------------------------------------------------------------------- | ----------------------------------- | ----------------------------------- | ----------------------------------- | ----------------------------------- | ----------------------------------- | ----------------------------------- | ----------------------------------- |
| "Toxic"                                                                         | —                                   | —                                   | —                                   | 39                                  | —                                   | —                                   | —                                   |
| "Lights"                                                                        | —                                   | —                                   | —                                   | 39                                  | —                                   | —                                   | —                                   |
| "Bulletproof"                                                                   | —                                   | —                                   | —                                   | —                                   | —                                   | —                                   | —                                   |
| "Hit the Road Jack"                                                             | —                                   | —                                   | —                                   | —                                   | —                                   | —                                   | —                                   |
| "Cough Syrup"                                                                   | —                                   | —                                   | —                                   | —                                   | —                                   | —                                   | —                                   |
| "Seven Nation Army"                                                             | 86                                  | 5                                   | 3                                   | —                                   | 30                                  | 10                                  | 55                                  |
| "Too Close"                                                                     | 94                                  | —                                   | —                                   | —                                   | 27                                  | —                                   | 76                                  |
| "Crazy"                                                                         | —                                   | —                                   | —                                   | 30                                  | 55                                  | —                                   | 99                                  |
| "The Show"                                                                      | —                                   | —                                   | —                                   | 35                                  | 67                                  | —                                   | —                                   |
| "—" indicam singles que não entraram nas paradas ou não foram lançados no país. |                                     |                                     |                                     |                                     |                                     |                                     |                                     |